# Bathyplectes rufipes
Bathyplectes rufipes är en stekelart som beskrevs av Horstmann 1974. Bathyplectes rufipes ingår i släktet Bathyplectes och familjen brokparasitsteklar. Inga underarter finns listade.